# Xã Pokegama, Quận Pine, Minnesota
Xã Pokegama (tiếng Anh: Pokegama Township) là một xã thuộc quận Pine, tiểu bang Minnesota, Hoa Kỳ. Năm 2010, dân số của xã này là 2.743 người.